# Rašovice (kraj południowomorawski)
Rašovice – miejscowość i gmina (obec) w Czechach, w kraju południowomorawskim, w powiecie Vyškov. W 2022 roku liczyła 688 mieszkańców.